# Fancy (St. Vincent und die Grenadinen)
Fancy ist ein Ort auf der Insel St. Vincent, die dem Staat St. Vincent und die Grenadinen angehört. Der Ort ist die am nördlichsten gelegene Siedlung der Insel und gehört zum Parish Charlotte. Hier leben unter anderem Garifuna, wie auch in Sandy Bay und Owia.
In Fancy gibt es eine Adventistische Kirche.
Im Jahr 1980 verursachte der Wirbelsturm Allen schwere Schäden in der Fischindustrie.